# ريكاردو دياز باش
ريكاردو دياز باش (بالإسبانية: Ricardo Diaz Bach)‏ (6 سبتمبر 1939 في السلفادور - 8 أغسطس 2011 بسان سلفادور في السلفادور) هو لاعب كرة قدم سلفادوري في مركز الهجوم. شارك مع منتخب السلفادور لكرة القدم. أما مع النوادي، فقد لعب مع هواتشيباتو وأونسي مونيسيبال ‏ ويوفنتود أولمبيا ميتاليو ‏ وأونيفرسيداد دي كونسيبسيون ‏.